# Aurelio Víctor
Sexto Aurelio Víctor (Sextus Aurelius Victor, en latín) (c. 320 - c. 390) fue un historiador y político del Imperio romano.

## Carrera
Aurelio Víctor fue el autor de una Historia de Roma desde Augusto a Juliano el Apóstata (360), publicada hacia 361. Juliano le honró nombrándole prefecto de Pannonia Secunda. Posiblemente es la misma persona que se conoce como cónsul en 369, junto al hijo de Valentiniano I, y el prefecto de la ciudad de Roma (389).

## Obras
Le han sido atribuidas cuatro obras, con mayor o menor certeza:
1. Origo Gentis Romanae
2. De Viris Illustribus Romae
3. De Caesaribus
4. De Vita et Moribus Imperatorum Romanorum excerpta ex Libris Sex. Aur. Victoris.[2]

Las cuatro han sido publicadas generalmente de forma conjunta bajo el nombre de Historia Romana, pero la cuarta es una refundición de la tercera. La segunda fue la primera en ser impresa en Nápoles en 1472, en cuatro tomos, con el nombre de Plinio el Joven, y la cuarta en Estrasburgo en 1505.
La primera edición de los cuatro libros fue obra de Andreas Schottus (8 volúmenes, Amberes, 1579).